# XM307 ACSW
XM307 ACSW (англ. XM307 Advanced Crew Served Weapon) — опытный американский 25-мм автоматический гранатомёт. Разрабатывался отделением Armament and Technical Products (GDATP) фирмы General Dynamics. Является результатом осуществления с 1980 года программы OCSW Objective Crew Served Weapon — создания целевого оружия группового боя. Обе системы предназначались для замены 40-мм автоматического станкового гранатомёта MK-19.
Принципиальным элементом конструкции является автоматическое программирование взрывателя гранаты по данным системы управления огнём, СУО (англ. TA/FC) со встроенным лазерным дальномером. Подрыв гранаты с помощью дистанционного взрывателя обеспечивает поражение целей, укрытых за складками местности и другими препятствиями.
Гранатомёт построен с газоотводной автоматикой с жестким запиранием ствола в момент выстрела и ленточной подачей боеприпасов.
Важным достоинством конструкции является система подавления отдачи. Низкая отдача, в  свою очередь, позволяет устанавливать гранатомёт на беспилотных летательных аппаратах и боевых роботах.  
Обслуживается расчётом из двух человек. Предназначен для вооружения пехотных рот, для поражения и подавления открыто расположенной живой силы противника на дальностях до 2000 м и поражения лёгких бронированных машин, вертолётов и плавсредств на дальностях до 1000 м. Огонь ведётся со станка в виде треноги.
Конструкция гранатомёта обеспечивает простую переделку в тяжелый пулемёт  XM312 путём замены всего пяти деталей, включая ствол. Замена производится боевым расчётом и занимает менее двух минут.

## ТТХ
- Тип оружия: автоматический гранатомёт с ленточным питанием
- Принцип действия автоматики: отвод пороховых газов
- Калибр: 25 × 59 мм
- Длина: 1328 мм
- Масса: 23 кг (со станком-треногой и прицельным комплексом)
- Эффективная дальность стрельбы: до 2000 м по точечным целям, 3600 м максимальная
- Темп стрельбы: 250 выстрелов в минуту
- Режим огня: одиночный и очередью
- Боеприпасы:
  - Выстрел с осколочной гранатой дистанционного подрыва, тип HEAB (High Explosive Air Burst);
  - Выстрел с кумулятивно-осколочной гранатой;
  - Выстрел с практической гранатой, тип ТР